# Marcel Sembat

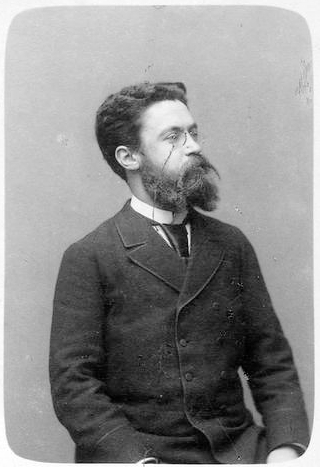
Marcel Sembat, aufgenommen von Pierre Petit

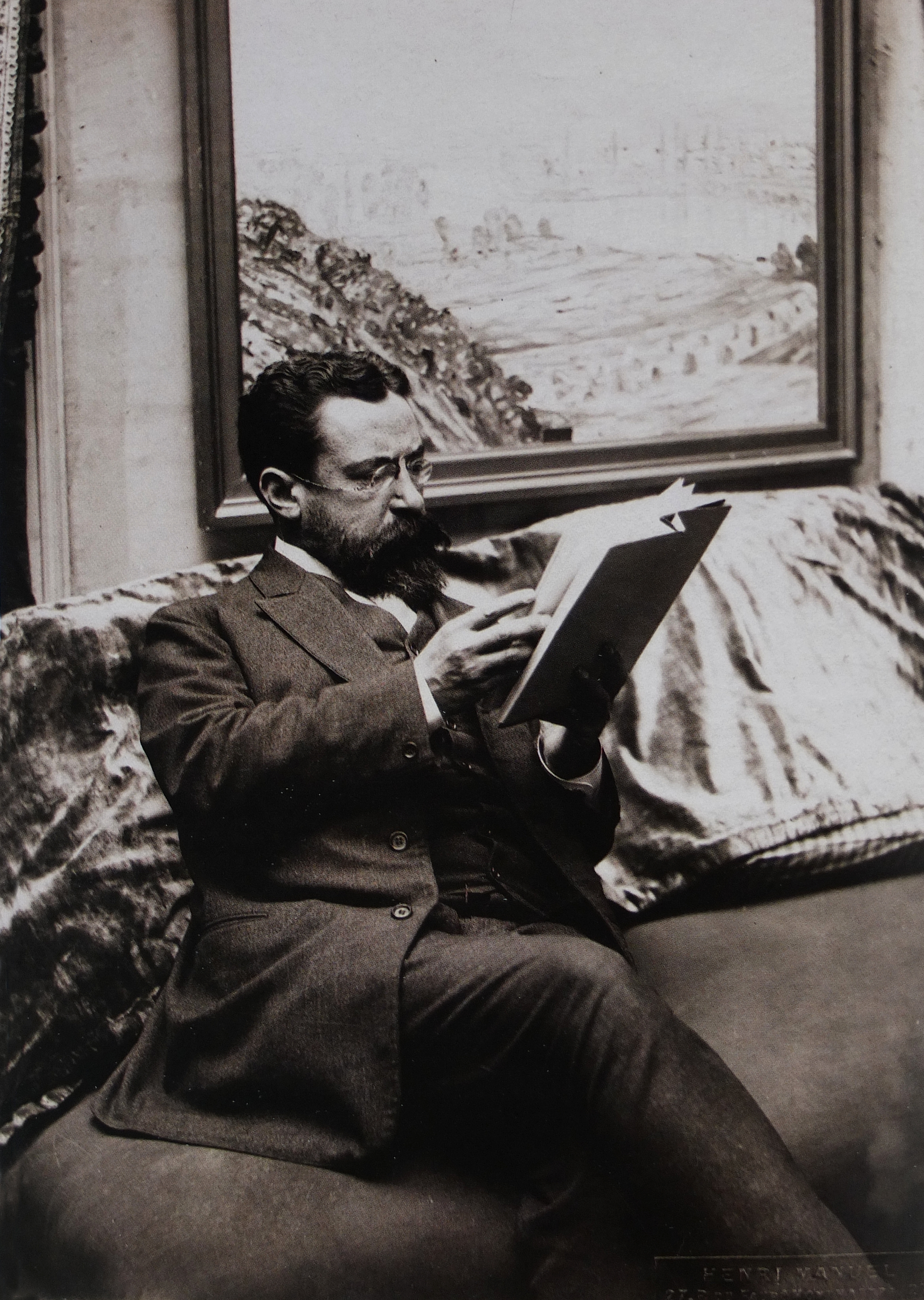
Marcel Sembat lesend vor einem Bild von Georgette Agutte, Foto Henri Manuel

Marcel Étienne Sembat  (* 19. Oktober 1862 in Bonnières-sur-Seine, Département Seine-et-Oise; † 5. September 1922 in Chamonix, Département Haute-Savoie)  war in der Dritten Französischen Republik ein sozialistischer Politiker, Minister, Journalist und Kunstsammler.

## Leben und Wirken
Marcel, der Sohn des Postdirektors  Adolphe Sembat, absolvierte das Pariser Collège Stanislas, wurde 1878 in der Sparte Latein mit dem Concours général prämiert, erlangte nach dem anschließenden Studium den akademischen Grad eines Dr. jur. und arbeitete als Anwalt am Pariser Berufungsgericht.
Als Journalist schrieb Marcel Sembat für etliche Blätter – so für Gambettas Tageszeitung La République française, für La Revue socialiste sowie für das Satireblatt La Lanterne und war Direktor der von Jean Jaurès 1876 gegründeten sozialistischen Zeitung La Petite République. In der Zeitung L’Humanité hatte er eine Außenpolitik-Kolumne.
1905 trat Marcel Sembat der Französischen Sektion der Arbeiter-Internationale (SFIO) – der Vorgängerin der heutigen Sozialistischen Partei – bei. Zuvor war er in den SFIO-Vorgängerorganisationen – als da waren das Comité révolutionnaire central (CRC 1881–1898), die Parti socialiste révolutionnaire (PSR 1898–1901) und die Parti socialiste de France (guesdiste) (PSdF 1902–1905) – aktiv.
Von 1893 bis zu seinem Tode wurde Marcel Sembat als Abgeordneter der Sozialisten im 18. Arrondissement (Paris) des Départements Seine ohne Unterbrechung in die französische Abgeordnetenkammer gewählt. Er war Mitglied der Französischen Liga für Menschenrechte und als Freimaurer Vizepräsident des Rates der Grand Orient de France. 1905 stimmte er für den Laizismus und trat für die Transparenz der Verwaltungsdokumente ein.
Vom 26. August 1914 bis zum 12. Dezember 1916 war Marcel Sembat Minister für öffentliche Arbeiten im Kabinett Viviani und dann unter Aristide Briand. In dieser Zeit holte er seinen Freund Gustave Kahn in seinen Stab. Ende 1920 auf dem SFIO-Kongress in Tours stimmte er gegen den französischen Beitritt zur 3. Internationale.
Sembat gilt als schillernde Figur im französischen Kunstleben des frühen 20. Jahrhunderts. 1904 rettete er Henri Matisse mit der Vermittlung eines Brotjobs, 1909 unterstützte er Paul Signac bei seinem mitinitiierten Salon des Indépendants. 1912 verteidigte er mit einer leidenschaftlichen Rede im Parlament den Kubismus und damit die Freiheit der Kunst. Zusammen mit seiner Ehefrau Georgette Agutte sammelte Marcel Sembat Werke von Henri Matisse, André Derain, Georges Rouault, Paul Signac, Maurice de Vlaminck und Kees van Dongen. Manche dieser Werke können heute im Musée de Grenoble besichtigt werden. Der Politiker war mit Albert Marquet und Odilon Redon befreundet. Als Marcel Sembat an Hirnblutung starb, nahm sich seine Frau tags darauf das Leben.

## Ehrung
In Frankreich begegnet der aufmerksame Reisende dem Namen Marcel Sembat allerorten – zum Beispiel
- in Boulogne-Billancourt: Marcel Sembat (Métro Paris),
- in Lyon an einer Station der Straßenbahnlinie 4[4],
- an Hochschulen in Sotteville-lès-Rouen und Vénissieux sowie an einigen Grundschulen,
- am Dorfclub von Chalon-sur-Saône,
- als Straßenname in Paris, Champigny-sur-Marne, Villeneuve-Saint-Georges, Saint-Nazaire, Saint-Etienne, Aulnay-sous-Bois, Alfortville, Issy-les-Moulineaux, Vélizy-Villacoublay, L’Haÿ-les-Roses, Montrouge, Montreuil, Saint-Ouen, Villetaneuse, Nantes, Venissieux, Port-la-Nouvelle und Narbonne.

Die Schriftstellerin Anne Gesthuysen behandelt das Schicksal Sembats und seiner Ehefrau in ihrem Roman Sei mir ein Vater (2015).

## Werke
- Leur Bilan, quatre ans de pouvoir Clemenceau-Briand, Paris, Librairie du Parti socialiste S.F.I.O., 1910
- Faites un roi, sinon faites la paix, E. Figuière et Cie, Paris, 1911
- Henri Matisse, collection Les peintres français nouveaux, Éditions de La Nouvelle Revue française, Paris, 1920
- La Victoire en déroute, Vorwort von Léon Blum, Éditions du Progrès civique, Paris, 1925
- Les Cahiers noirs : journal 1905–1922, nach den Originalmanuskripten, die im Office universitaire de recherche socialiste aufbewahrt werden, Text erstellt, vorgestellt und mit Anmerkungen versehen von Christian Phéline, Nachwort von Denis Lefebvre, V. Hamy, Paris, 2007[5]